# Jeffrén Suárez
Jeffrén Isaac Suárez Bermúdez, född 20 januari 1988 i Caroní, Bolívar i Venezuela, är en fotbollsspelare som senast spelade för det cypriotiska laget AEK Larnaca.
Suárez föddes i Venezuela, men vid tidig ålder flyttade hans familj till Spanien. Han har under försäsongen 2009/2010 gjort tre mål och assister. Den 29 november 2010 gjorde Jeffren det sista målet i 5-0-vinsten mot Real Madrid.
Den 3 augusti 2011 presenterades Jeffrén som Sporting-spelare efter att ha skrivit på ett kontrakt över fem år.

## Meriter

### FC Barcelona
- La Liga: 2008/2009, 2009/2010, 2010/2011
- UEFA Champions League: 2008/2009, 2010/2011
- Spanska supercupen: 2009/2010
- Spanska cupen: 2008/2009
- UEFA Super Cup: 2009
- VM för klubblag: 2009